# Marigné-Peuton
Marigné-Peuton és un municipi francès situat al departament de Mayenne i a la regió de País del Loira. L'any 2007 tenia 551 habitants.

## Demografia

### Població
El 2007 la població de fet de Marigné-Peuton era de 551 persones. Hi havia 204 famílies de les quals 40 eren unipersonals (28 homes vivint sols i 12 dones vivint soles), 72 parelles sense fills, 80 parelles amb fills i 12 famílies monoparentals amb fills.
La població ha evolucionat segons el següent gràfic:
Habitants censats

### Habitatges
El 2007 hi havia 224 habitatges, 207 eren l'habitatge principal de la família, 7 eren segones residències i 10 estaven desocupats. 217 eren cases i 7 eren apartaments. Dels 207 habitatges principals, 128 estaven ocupats pels seus propietaris, 78 estaven llogats i ocupats pels llogaters i 1 estava cedit a títol gratuït; 10 tenien dues cambres, 23 en tenien tres, 63 en tenien quatre i 111 en tenien cinc o més. 158 habitatges disposaven pel capbaix d'una plaça de pàrquing. A 98 habitatges hi havia un automòbil i a 100 n'hi havia dos o més.

### Piràmide de població
La piràmide de població per edats i sexe el 2009 era:
| Homes | Edats   | Dones |
| ----- | ------- | ----- |
| 0     | 95 o +  | 0     |
| 0     | 90 a 94 | 0     |
| 4     | 85 a 89 | 0     |
| 0     | 80 a 84 | 4     |
| 8     | 75 a 79 | 4     |
| 12    | 70 a 74 | 12    |
| 16    | 65 a 69 | 4     |
| 8     | 60 a 64 | 12    |
| 8     | 55 a 59 | 8     |
| 16    | 50 a 54 | 8     |
| 20    | 45 a 49 | 16    |
| 8     | 40 a 44 | 16    |
| 20    | 35 a 39 | 4     |
| 24    | 30 a 34 | 24    |
| 24    | 25 a 29 | 28    |
| 24    | 20 a 24 | 28    |
| 12    | 15 a 19 | 12    |
| 20    | 10 a 14 | 20    |
| 28    | 5 a 9   | 0     |
| 32    | 0 a 4   | 28    |

## Economia
El 2007 la població en edat de treballar era de 350 persones, 273 eren actives i 77 eren inactives. De les 273 persones actives 261 estaven ocupades (141 homes i 120 dones) i 12 estaven aturades (3 homes i 9 dones). De les 77 persones inactives 31 estaven jubilades, 24 estaven estudiant i 22 estaven classificades com a «altres inactius».

### Ingressos
El 2009 a Marigné-Peuton hi havia 211 unitats fiscals que integraven 562 persones, la mediana anual d'ingressos fiscals per persona era de 16.122,5 €.

### Activitats econòmiques
Dels 15 establiments que hi havia el 2007, 1 era d'una empresa extractiva, 1 d'una empresa alimentària, 2 d'empreses de fabricació d'altres productes industrials, 6 d'empreses de construcció, 3 d'empreses de comerç i reparació d'automòbils, 1 d'una empresa d'hostatgeria i restauració i 1 d'una empresa classificada com a «altres activitats de serveis».
Dels 6 establiments de servei als particulars que hi havia el 2009, 2 eren tallers de reparació d'automòbils i de material agrícola, 3 fusteries i 1 lampisteria.
Dels 2 establiments comercials que hi havia el 2009, 1 era una fleca i 1 un drogueria.
L'any 2000 a Marigné-Peuton hi havia 41 explotacions agrícoles que ocupaven un total de 1.428 hectàrees.

## Equipaments sanitaris i escolars
El 2009 hi havia una escola elemental.

## Poblacions més properes
El següent diagrama mostra les poblacions més properes.